# John Forbes Nash

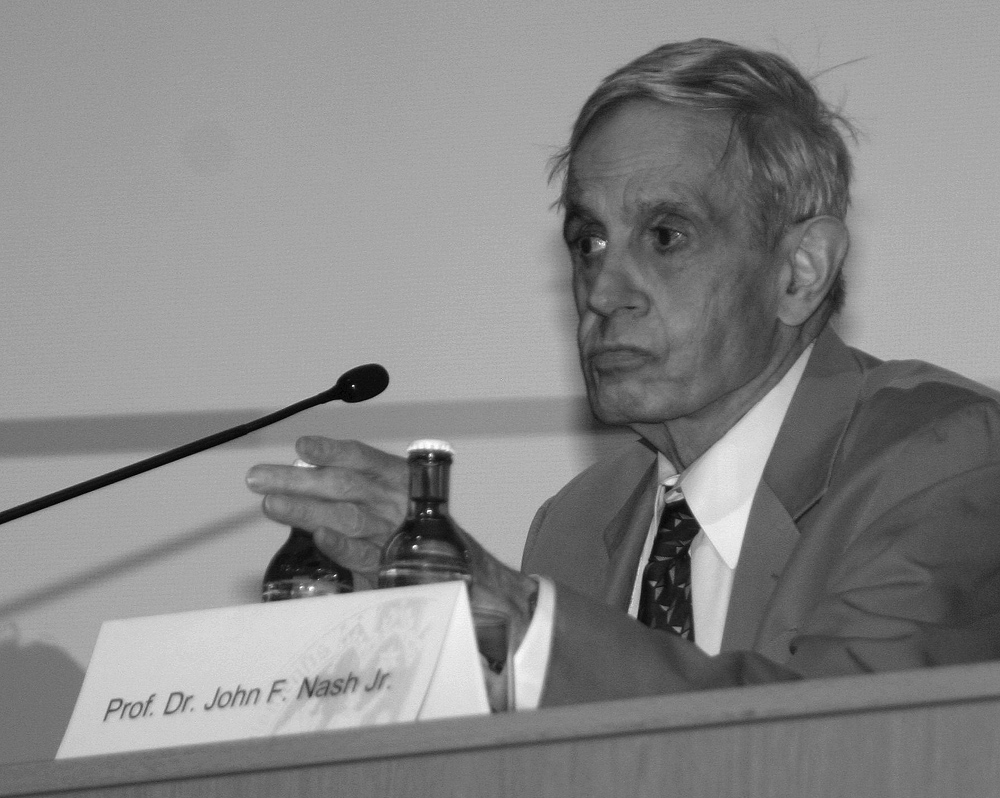
John Forbes Nash Jr.

John Forbes Nash Jr. (Bluefield, Nyugat-Virginia, 1928. június 13. – Monroe Township, Middlesex megye, New Jersey, 2015. május 23.) amerikai matematikus. A játékelmélet terén elért kiemelkedő eredményeiért 1994-ben (Harsányi Jánossal és Reinhard Seltennel megosztva) megkapta a közgazdasági Nobel-emlékdíjat. Mégsem ez hozta meg neki a világhírt, hanem az életét feldolgozó film, az Egy csodálatos elme (2001), amely úgy mutatja be mint géniuszt, aki súlyos paranoid skizofréniaban szenved.

## Gyerekkora
1928. június 13-án született az Appalache-hegységben elhelyezkedő városban, Bluefieldben, Nyugat-Virginiában. Apja, idősebb John Nash, elektrotechnikai mérnök, anyja Virginia Martin, tanárnő. Már gyerekkorában kitűnt, hogy nem kedveli az embereket, és hogy egyedül szeret dolgozni.

## Iskolái
20 évesen már megszerezte diplomáját a Carnegie Mellon Egyetemen, Pittsburgh-ben. Ezután a Princetoni Egyetemen tanult, ahol PhD-fokozatot szerzett matematikából. 1950-ben a nemkooperatív játékelmélet témakörben írt dolgozata által kapta meg a fokozatot. Ezt az eredményt később Nash-egyensúlynak nevezték el. Témavezetője Albert William Tucker volt. Disszertációjának címe: Non-Cooperative Games.

## Munkássága
Néhány évvel Piet Hein után, tőle függetlenül feltalálta a hex nevű játékot. Legfontosabb eredményeit a játékelmélet terén alkotta. A Nash-féle beágyazási tétel szerint minden Riemann-sokaság izometrikusan beágyazható a megfelelő euklideszi térbe. Munkássága kiterjedt a nemlineáris parciális differenciálegyenletekre és az algebrai geometriára is.

## Házassága
A Massachusetts Institute of Technology-n találkozott egy fizikus hallgatóval, a salvadori Alicia López-Harrison de Lardéval, akit 1957 februárjában feleségül vett. Nash 1959-ben elmegyógyintézetbe került paranoid skizofréniája miatt. (A róla készült film sugalmazott verziója szerint a későbbi években kapott pszichiátriai gyógyszerektől javult aztán az állapota, a tudós azonban személyesen erről határozottan azt nyilatkozta, hogy nem a gyógyszerek segítettek rajta). Nem sokkal ezután megszületett a fia, aki majd egy évig névtelen volt, mert Alicia úgy gondolta, hogy Johnnak kell elneveznie. Végül John Charles Nash lett a neve a fiúnak, akit a betegségében elképzelt egyetemi szobatársáról és legjobb barátjáról Charlesról nevezett el. Később ő is matematikussá vált és nála is diagnosztizálták a skizofréniát. Nashnek született egy házasságon kívüli fia, John David Stier (1953. június 19.), akinek az anyja Eleanor Stier.

## Halála
2015. május 23-án, három héttel a 87. születésnapja előtt vesztette életét feleségével együtt New Jerseyben, egy taxiban, közlekedési balesetben.

## Díjai
- John von Neumann Theory Prize (Neumann János elméleti díj) 1978
- Közgazdasági Nobel-emlékdíj 1994
- Leroy P. Steele-díj 1999
- Abel-díj 2015